# The Chaser (groupe)
 (juillet 2009).
Si vous disposez d'ouvrages ou d'articles de référence ou si vous connaissez des sites web de qualité traitant du thème abordé ici, merci de compléter l'article en donnant les références utiles à sa vérifiabilité et en les liant à la section « Notes et références ».
Pour les articles homonymes, voir The Chaser.

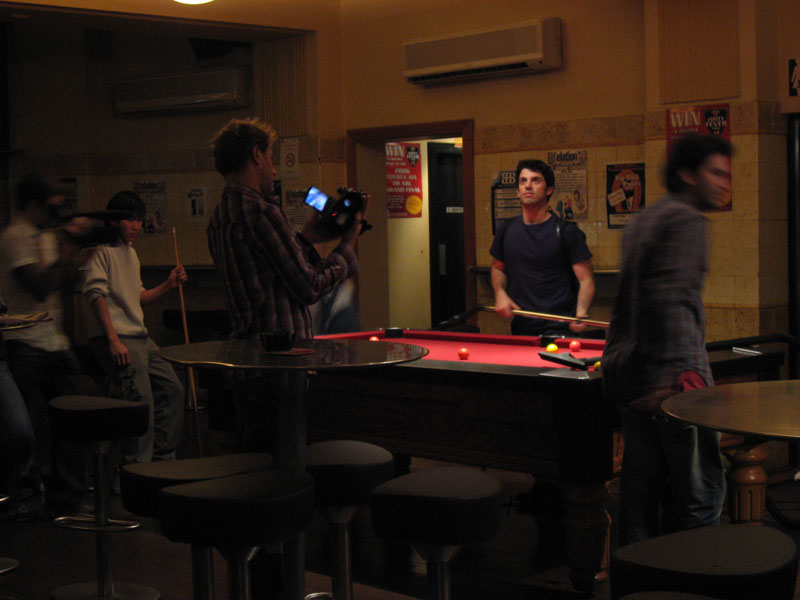
The Chaser Godfrey's Ad Road Test

The Chaser est un groupe de comiques australiens qui a fait beaucoup d'émissions de télévision et un journal.